# George Gaylord Simpson
George Gaylord Simpson (16 de junio de 1902 - 6 de octubre de 1984) fue un paleontólogo, geólogo y biólogo estadounidense.
Especialista en los mamíferos del Mesozoico y del Cenozoico, Simpson es, junto con Theodosius Dobzhansky y Ernst Mayr, uno de los principales teóricos de la teoría evolutiva sintética. Tempo and Mode in Evolution y The Meaning of Evolution son sus obras más representativas.
Fue profesor de zoología en la Universidad de Columbia, conservador del Departamento de Geología y Paleontología del Museo Americano de Historia Natural de 1945 a 1959. Fue conservador del Museo de Zoología Comparada de la Universidad de Harvard de 1959 a 1970, y profesor de Geociencias en la Universidad de Arizona hasta su jubilación en 1982. Simpson fue uno de los paleontólogos más influyentes del siglo XX.

## Biografía
Nació en Chicago, Illinois en 1902. Comenzó sus estudios universitarios en la Universidad de Colorado en 1918. En 1922 se trasladó a la Universidad Yale, donde obtuvo su licenciatura en 1923 y su doctorado en 1926, con una tesis sobre los mamíferos americanos del Mesozoico.
Después de una estancia postdoctoral en el Museo de Historia Natural de Londres, Simpson volvió a Estados Unidos en 1927 para integrarse al Museo Americano de Historia Natural. Allí siguió trabajando en los mamíferos del Mesozoico y del primer Cenozoico y participó en varias expediciones, especialmente a la Patagonia (1930-31, 1933-34) para el estudio de los mamíferos del Eoceno.
En 1942 se alistó en el ejército estadounidense, sirviendo en el norte de África y Europa Occidental hasta 1944. A su regreso a Estados Unidos fue ascendido a catedrático del departamento de Geología y Paleontología en el Museo Americano de Historia Natural, actividad que combinó con la de profesor de zoología en la Universidad de Columbia (1945-1959).
En 1959, obtuvo la cátedra Alexander Agassiz en el Museo de Zoología Comparada de la Universidad Harvard (1959-1967).
Finalmente, en 1967, se trasladó a Tucson, Arizona, como catedrático de Geología en la Universidad de Arizona, donde murió, el 6 de octubre de 1984.

## Obra
Simpson fue uno de los primeros biólogos evolutivos interesado en fenómenos macroevolutivos como las tendencias evolutivas y o el paralelismo (biología), también fue uno de los principales teóricos de la Teoría evolutiva sintética.
- Attending marvels (1931): libro divulgativo sobre las expediciones de Simpson a Sudamérica.
- Tempo and mode in evolution (1944): en esta contribución esencial a la Teoría Sintética, Simpson conjuga los datos diacrónicos derivados del estudio paleontológico del registro fósil con los datos empíricos de la genética contemporánea.
- The meaning of evolution (1949): obra divulgativa de la Teoría Sintética, con especial énfasis en las aportaciones de la paleontología.
- Evolution and geography (1953): introducción a la paleogeografía. En ella, Simpson se opone a la teoría de la deriva continental a partir de interpretaciones más tradicionales. Sus puntos de vista al respecto cambiaron con los nuevos datos aparecidos en los sesenta.
- The major features of evolution (1953): visión panorámica de la teoría evolutiva.
- Life: an introduction to biology (1957): introducción a la biología.
- Principles of animal taxonomy (1961): sistemática.
- This view of life (1964): teoría evolutiva.
- The geography of evolution (1965): paleobiogeografía.
- Penguins (1976).
- Concession to the improbable (1978): autobiografía.
- Splendid isolation (1980).
- Fósiles e historia de la vida (1983) (ed. en español, 1985).

## Taxones
Simpson sostenía como convicción personal nombrar nuevos géneros de acuerdo al idioma más antiguo conocido de donde provenían los fósiles. Por ejemplo, "Patene", cuyo nombre significa "zorro" en idioma tehuelche y que fue hallado en la Provincia del Chubut (Argentina).

## Abreviatura (zoología)
La abreviatura Simpson  se emplea para indicar a George Gaylord Simpson como autoridad en la descripción y taxonomía en zoología.